# International Table Hockey Federation
Die ITHF (International Table Hockey Federation, deutsch: Internationaler Tischeishockey-Verband) ist der Weltverband für Tischeishockey. Der Verband wurde am 3. Juni 2005 in Riga, Lettland, gegründet. Der Sitz ist Pilsen. Das Fabrikat, auf dem offizielle Turniere der ITHF und ihrer Mitgliedsverbände ausgetragen werden, ist das der Firma Stiga aus Schweden.

## Aufgaben
Die ITHF hat sich folgende Ziele gesetzt:
- Verbreitung des Tischeishockeyspiels
- die Organisation internationaler Turniere
- das Führen einer Weltrangliste
- Ausarbeitung und Pflege eines Regelwerks

### Verbreitung des Tischeishockeyspiels
Tischeishockey ist vor allem in den klassischen Eishockeyländern Nordamerikas, Nordeuropas und Osteuropas sehr populär und weit bekannter als z. B. Tischfußball. In anderen Ländern wie Deutschland und Österreich stellt es eher die Leidenschaft einer kleinen Szene dar.
Ziel der ITHF ist die Verknüpfung der weltweit existierenden Milieus und Verbände und der Findung, Initialisierung und Förderung neuer oder der ITHF bislang unbekannter Szenen, wie dies z. B. in Australien und Brasilien geschah.

### Organisation internationaler Turniere
Die ITHF fungiert als Ausrichter folgender Turniere
- Weltmeisterschaften (Open, Team, Juniors, Ladies, Veterans)
- Europameisterschaften (Open, Team, Juniors, Ladies, Veterans)
- Turniere der ITHF World Table Hockey Tour

Seit 2005 gibt es die World Table Hockey Tour, eine internationale Turnierserie unter dem Dach der ITHF. Ihren Kern bilden die Turniere der sechs stärksten Verbände aus Schweden, Russland, Norwegen, Lettland, Finnland und der Tschechischen Republik. Sie werden als Big Six bezeichnet, und ein Sieg bei einem solchen Turnier bringt mit 150 Punkten das Doppelte eines der zahlreichen weiteren Turniere der Tour. Neben denen der europäischen Verbände gibt es pro Saison etwa 3 Turniere in Nordamerika. Die Berlin Open sind der einzige Tourstopp der deutschsprachigen Verbände.
Zu WM und EM siehe Tischeishockey

### Regelwerk für Turnier-Tischeishockey
2006 löste ein erstmals in mehreren Sprachen verfasstes Regelwerk für Turnier-Tischeishockey die ungefähren Regeln auf den bis dato abgehaltenen Weltmeisterschaften und Turnieren der nationalen Verbände ab. Seine Ausarbeitung und Pflege ist Aufgabe der ITHF.

### Führen einer Weltrangliste
Seit 2006 übernimmt die ITHF offiziell die Pflege und Ausarbeitung der zuvor privat initiierten Weltrangliste aller Spieler, Klubs und Verbände. Alle Turniere mit mehr als 3 Teilnehmern, die nach den offiziellen Regeln der ITHF gespielt werden, können dort eingetragen werden und gehen in die Datenbank ein.

## Struktur der ITHF

### Delegiertenversammlung
Die Delegiertenversammlung (Delegates' Conference) ist das entscheidende Organ der ITHF. Die Delegiertenversammlung findet im Rahmen jeder Weltmeisterschaft oder bei Bedarf auf Initiative des Vorstands im Internet statt. Jeder Verband kann bis zu zwei Delegierte berufen, zu jeder neuen Delegiertenversammlung kann ein Verband andere Delegierte benennen. Bei Abstimmungen haben größere Verbände zwei Stimmen, kleinere nur eine. In die Zwei-Stimmen-Kategorie fällt ein Verband, der zu den letzten beiden Weltmeisterschaften je mindestens acht Teilnehmende entsenden konnte.

### Gremien
Es gibt drei leitende Gremien innerhalb der ITHF:
- der geschäftsführende Vorstand (The Executive Committee)
- der Fachausschuss
- das Sportgericht

#### Der geschäftsführende Vorstand (The Executive Committee)
Der Vorstand besteht aus folgenden Mitgliedern (mit aktuellen Amtsträgern)
- der Präsident Vladimir Kraus (CZE)
- der Generalsekretär Intars Zubeckis (LAT)
- der Finanzdirektor Magor Papp (HUN)
- der Sportdirektor Petter Bengtsson (SWE)
- der Medienbeauftragte Bjarne Axelsen (DEN)

### Mitglieder
Die aktuellen Mitglieder der ITHF (mit Stimmenzahl):
| Land                  | Stimmen | Verband                                            |
| --------------------- | ------- | -------------------------------------------------- |
| Dänemark              | 1       | Dansk Bordhockey Union                             |
| Deutschland           | 2       | Deutscher Tischeishockey-Verband                   |
| Estland               | 1       | Eesti Lauahoki Liit                                |
| Finnland              | 2       | Suomen Pöytäjääkiekkoliitto Ry                     |
| Italien               | 1       | Hockey Su Tavolo Italia                            |
| Kanada                | 1       | Canadian Table Hockey Association                  |
| Lettland              | 2       | Latvijas Galda hokeja federacija                   |
| Norwegen              | 2       | Norges Bordhockeyallianse                          |
| Österreich            | 1       | Vereinigung Österreichischer Tischeishockeyspieler |
| Russland              | 2       | Rossijskaja Federacia Nastolnovo Hokkeja           |
| Slowakei              | 2       | Slovenská asociácia stolného hokeja                |
| Schweden              | 2       | Svenska Bordshockeyförbundet                       |
| Schweiz               | 1       | Schweizerischer Tischhockeyverband                 |
| Tschechische Republik | 2       | Ceská Asociace Stiga Game                          |
| Ungarn                | 2       | Magyar Asztali Jégkorong Szövetség                 |
| USA                   | 1       | United States Table Hockey Association             |

### Satzung
Die ITHF verfügt über eine Satzung.

## Geschichte

### Vorgeschichte
Vor Gründung der ITHF fand eine Organisation internationalen Tischeishockeys nur im Rahmen der zweijährlich stattfindenden Tischeishockey-Weltmeisterschaft statt. Hier gab es am Vorabend des ersten Wettkampftages ein Meeting, das von einem Vertreter des gastgebenden Verbandes geleitet wurde und zu dem jedes an der WM teilnehmende Nationalteam bis zu zwei Abgesandte schicken konnte. Hauptaufgabe dieser Meetings war die Entscheidung über den Austragungsort der nächsten WM.
Daneben gab es internationale Zusammenarbeit nur auf privater oder regionaler Ebene, wie z. B. in Nordeuropa, wo die Verbände Finnlands, Schwedens und Norwegens unregelmäßige Nordische Meisterschaften organisierten.

### Gründung
Am Vorabend der bislang letzten WM in Riga, am 3. Juni 2005, gründeten die anwesenden Vertreter von 15 Verbänden aus Europa und Nordamerika die ITHF mit oben genannten Zielen.
13 dieser Verbände legten hierzu eine Satzung des jeweiligen nationalen Verbandes, je in eigener und englischer Sprache vor. Die Verbände Finnlands und Italiens wurden nur unter Vorbehalt aufgenommen, da sie die Satzung noch nicht vorgelegt hatten. Die Gründungsmitglieder der ITHF waren insgesamt die nationalen Verbände folgender Staaten: AUT, CAN, CZE, DEN, EST, FIN, GER, HUN, ITA, LAT, NOR, RUS, SVK, SWE und USA.
Danach wurden Vertreter einiger Verbände zur Wahl des ersten Verbandsgremiums, des Executive Committee, gestellt.
Im Weiteren wurde entschieden, dass größere Verbände zwei Stimmen bei Delegiertenversammlungen haben, kleinere nur eine (siehe Punkt 2.1 Delegiertenversammlung), und dass die WM 2007 in Moskau stattfinden soll.

### Aktuell
Bis Ende 2006 ist der schweizerische Verband beigetreten. Insbesondere Slowenien und die Ukraine stehen dem Beitritt bevor.
Den Beitritt der Ukraine verwehrt derzeit die Tatsache, dass zwei Parteien, die jeweils den Status eines nationalen Verbandes beanspruchen, um die Aufnahme konkurrieren.
Die aktuell größten Diskussionen innerhalb der ITHF werden darüber geführt, ob man Preisgelder auf ITHF-Turnieren einführen soll, wie es die Organisatoren der WM 2007 in Moskau planen, und ob man neben der WM eine EM etablieren soll, so dass es jedes Jahr einen großen internationalen Wettstreit gibt. Die Slowakei, 2005 mit ihrer Bewerbung für die WM 2007 an Russland und Ungarn gescheitert, initiierte diese Idee und richtete im Juni 2006 unter dem Dach der ITHF eine Tischeishockey-Europameisterschaft – quasi auf Probe – aus. Das Turnier wurde von Schweden, Norwegen, Finnland und Deutschland weitgehend boykottiert. Die Fortsetzung der EM steht somit weiterhin in Frage.